# Cedric Gervais
Cedric Gervais (* 7. Juni 1979 in Marseille) ist ein französischer DJ und House-Produzent.

## Leben
Gervais wurde als Cédric DePasquale in Marseille geboren, wo er auch seine Kindheit und Jugend verbrachte. Er entdeckte früh seine Leidenschaft für die elektronische Musik und legte bereits mit 14 Jahren in bekannten Clubs in Paris und Saint-Tropez als DJ auf. Im Alter von 19 Jahren zog er nach Miami, um international als DJ bekannt zu werden. Dort erlangte er schnell Bekanntheit und begann auch, selbst House-Musik zu produzieren. So veröffentlichte er 2007 seine erste Single mit dem Titel Spirit in My Life.
Sein erster größerer Hit war 2012 der Song Molly, welcher später vom US-amerikanischen Rapper Tyga gecovert wurde und in den UK Dance Charts bereits Platz 5 belegte.
Internationale Bekanntheit erlangte er 2013 durch seine Remix-Version von Lana Del Reys Hit Summertime Sadness, für welche er mit dem Grammy für die beste Remix-Aufnahme ausgezeichnet wurde. Es folgten weitere Remixe wie beispielsweise das Lana Del Rey-Lied Young & Beautiful oder Miley Cyrus’ Hit Adore You, welche beide in den internationalen Charts vertreten waren.
Er hatte zudem zwei kleine Auftritte in den Filmen Pain & Gain (2013) und Deepwater Horizon (2016), in welchen teilweise auch seine Songs als Soundtrack verwendet wurden.

## Diskografie

### Alben
- 2006: Experiment
- 2011: Miamication

### EPs
- 2005: The Experiment EP

### Singles
- 2007: Spirit in My Life
- 2009: Mauri’s Dream
- 2009: Disclaimer
- 2010: Leave Me Alone
- 2011: Where Ever U Are (feat. Jessica Sutta)
- 2011: Love Is the Answer (mit Mýa)
- 2012: Molly
- 2013: Things Can Only Get Better
- 2014: Through the Night (feat. Coco)
- 2014: Love Again (feat. Ali Tamposi)
- 2016: With You (feat. Jack Wilby)
- 2016: Would I Lie to You (mit David Guetta und Chris Willis)
- 2017: Somebody New (feat. Liza Owen)
- 2017: Higher (feat. Conrad Sewell)
- 2018: One Night (feat. Wealth)
- 2018: Do It Tonight
- 2019: Good Things (mit Just Kiddin feat. Kyan)
- 2019: Don’t You Want
- 2019: Take You In
- 2019: Rock the Beat
- 2019: Turn Your Love Around (mit Chris Willis)

### Remixe
- 2013: Summertime Sadness (Remix) (von Lana Del Rey; UK: ×3Dreifachplatin )[4]
- 2013: Young & Beautiful (Remix) (von Lana Del Rey)
- 2014: Adore You (Remix) (von Miley Cyrus)

## Auszeichnungen
- Grammy Awards
  - 2014: für Beste Remix-Aufnahme (Summertime Sadness, von Lana Del Rey)